# ZEEP
Le réacteur ZEEP (« Zero Energy Experimental Pile ») est un réacteur nucléaire construit aux laboratoires nucléaires de Chalk River, en Ontario, Canada. Le réacteur est passé en régime critique pour la première fois le 5 septembre 1945 à 15 h 45. Il possède la distinction d'être le premier réacteur nucléaire à entrer en service à l'extérieur des États-Unis.

## Histoire
Le réacteur a été conçu par des ingénieurs canadiens, britanniques et français afin de produire du plutonium devant entrer dans la construction d'armes nucléaires durant la Seconde Guerre mondiale. Le ZEEP a inspiré la conception des réacteurs NRX et NRU, qui ont mené à la mise au point du réacteur CANDU, une famille de centrales nucléaires exploitée commercialement au Canada, en Inde, en Chine, en Corée du Sud et en Roumanie.
Le ZEEP est l'un des premiers réacteurs à eau lourde. Il a par ailleurs été conçu pour utiliser de l'uranium naturel, une caractéristique qui s'est transmise jusqu'au réacteur CANDU. L'enrichissement de l'uranium étant un processus complexe et coûteux, l'utilisation de l'uranium naturel procure au ZEEP et à ses successeurs un certain nombre d'avantages techniques et commerciaux.
Le ZEEP a été déclassé en 1973 et démantelé en 1997. En 1996, le ZEEP a été déclaré lieu historique par le gouvernement de l'Ontario et son emplacement commémoré avec une plaque. La plaque et le ZEEP lui-même sont maintenant exposés au Musée des sciences et de la technologie du Canada, à Ottawa.